# SteamWorld Quest
SteamWorld Quest (também conhecido como SteamWorld Quest: Hand of Gilgamech) é um jogo eletrônico de RPG e construção de baralho, quinto jogo da série SteamWorld e sucessor de SteamWorld Dig 2. Ele foi desenvolvido pelo estúdio sueco Image & Form e publicado pela Thunderful Publishing. O jogo foi lançado para Nintendo Switch em 25 de abril de 2019, para Microsoft Windows, macOS e Linux em 31 de maio de 2019, para Stadia em 3 de março de 2020 e para iOS em 10 de dezembro de 2020.
O jogo segue um time de robôs humanoides a vapor enquanto viajam através de um mundo de fantasia steampunk lutando contra vilões. Ele foi geralmente bem recebido pela crítica, com críticos citando os gráficos e jogabilidade como pontos fortes.

## Enredo
SteamWorld Quest é apresentado como um conto de fadas contado no universo de ficção científica de SteamWorld Heist e não é diretamente ligado aos jogos anteriores em sua história. Ele segue Armilly e Copernica, dois amigos que partem em uma jornada que acaba se tornando algo muito maior.

## Jogabilidade
SteamWorld Quest é um jogo eletrônico de rolagem lateral separado em áreas exploráveis menores onde o jogador é encorajado a procurar por tesouros. O jogador pode encontrar inimigos e entrar em batalha. Ataques são realizados coletando cartas que os robôs podem usar para executar programas. O jogo usa elementos de RPG com a pressão de vapor representando pontos de magia. O jogador deve construir seu próprio baralho de ataques usando cartas específicas a personagens.

## Recepção
Segundo o agregador de críticas Metacritic, SteamWorld Quest recebeu "críticas geralmente positivas" para sua versão de Nintendo Switch, com uma nota média agregada de 81 de 100.
Matt Masem da RPGamer deu uma nota de 4.5 de 5 ao jogo, chamando-o de uma "excelente aventura" com animações "lindas", e considerando a história "maravilhosamente executada" apesar de ser um "RPG padrão". Tom Marks da IGN deu ao jogo uma nota de 8.6 de 10, dizendo que o sistema de batalha oferece uma "quantidade insana de escolhas." Nadia Oxford da USgamer deu ao jogo 4 de 5 estrelas, criticando o jogo como "fraco em construção de personagem e mundo", mas chamando-o de um "RPG leve e divertido." Alessandro Barbosa da GameSpot elogiou o combate "acessível" e "consistentemente empolgante" do jogo, bem sua "profundidade estratégica" graças à "construção de baralho satisfatória" e seu elenco de personagens, mas criticou a dificuldade "irregular" que pode "tornar batalhas normais muito fáceis e batalhas contra chefes difíceis demais." Patricia Hernandez da Polygon recomendou SteamWorld Quest com seu selo Polygon Recommends, e Russ Frishtick o utilizou como um exemplo positivo da experimentação de franquias por seu gênero diferente dos outros jogos da série, desejando que mais empresas se arrisquem da mesma forma com suas próprias propriedades intelectuais.